# Trasporto ferroviario in Sudan

Mappa della rete

Il trasporto ferroviario in Sudan consta di 4.725 km di ferrovie a scartamento ridotto da 1067 mm e a binario unico che servono la parte centrale e settentrionale del paese. La linea principale parte da Wadi Halfa, al confine egiziano, e procede verso Khartum, poi continua verso sud-ovest verso Al-Ubayyid tramite Sennar e Kosti, con alcune estensioni che arrivano fino a Nyala, il Sud Darfur e Waw, nella regione del Bahr al-Ghazal. Esistono altre linee che collegano Atbara e Sennar con Porto Sudan e Sennar con Al-Damazin. Una ferrovia lunga 1.400 km è a servizio delle piantagioni di cotone nella regione di Al Jazira. Durante la stagione delle piogge alcune linee vengono chiuse.

## Storia

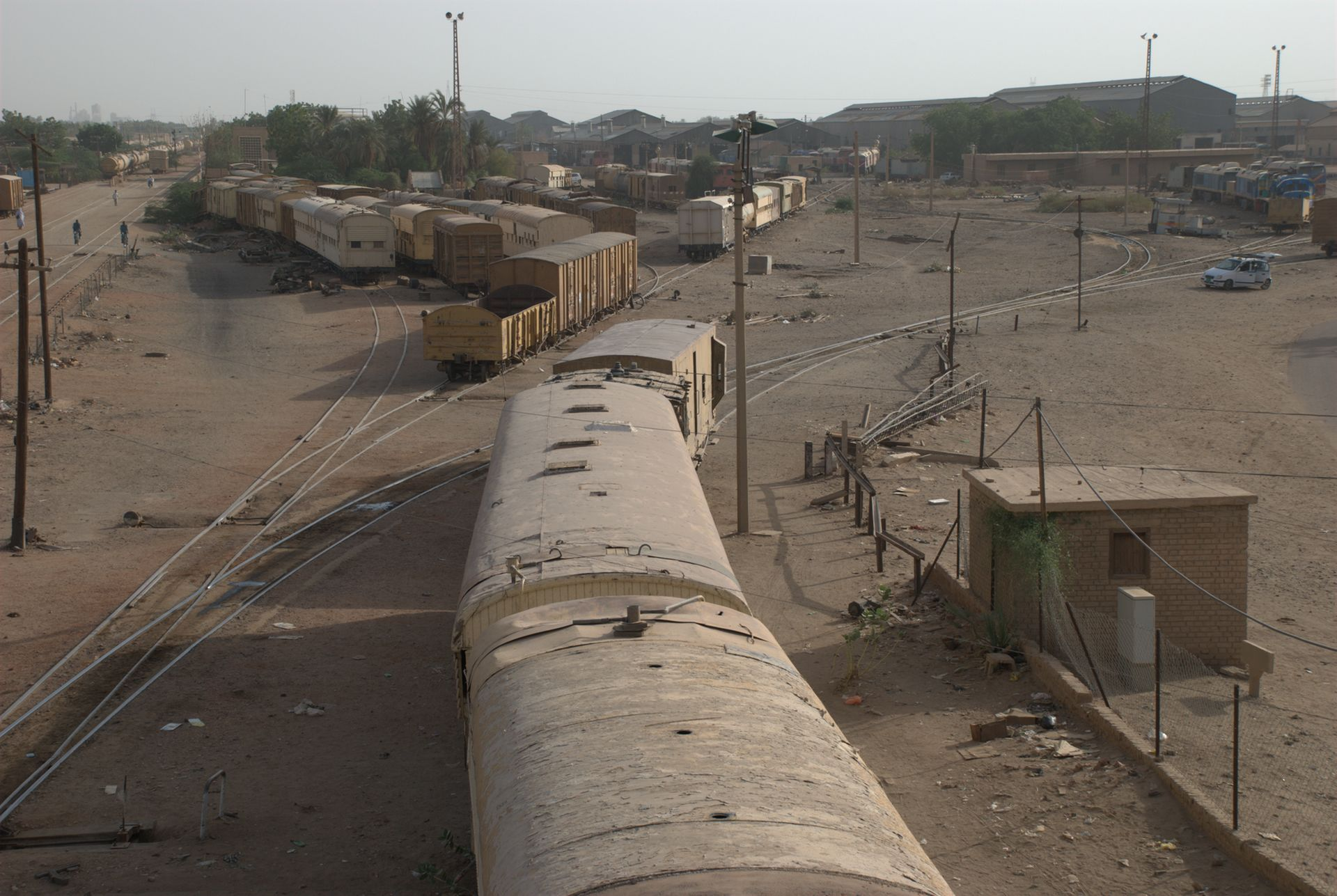
Stazione e fascio binari di Atbara nel 2008

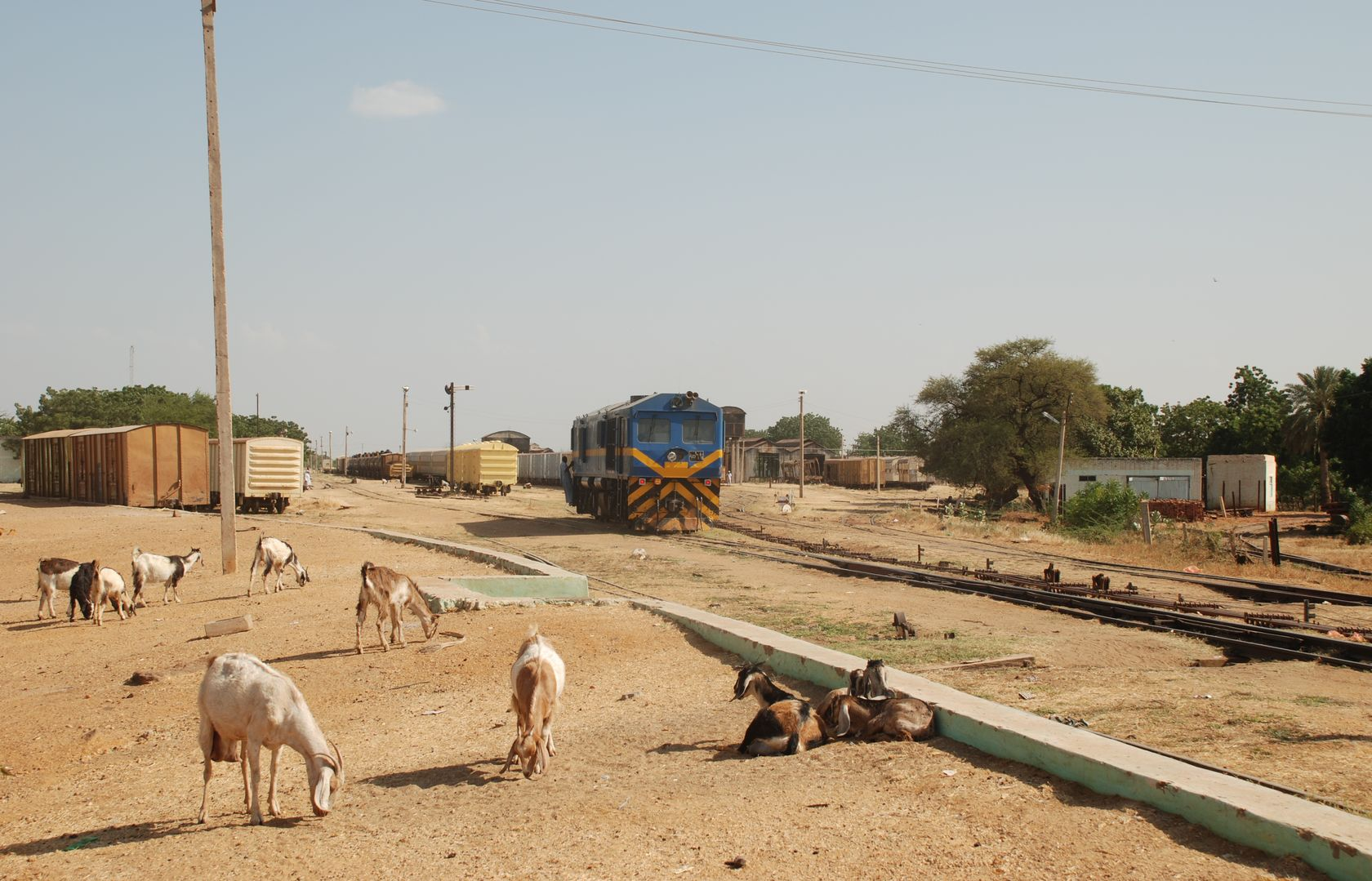
Stazione ferroviaria di Kosti

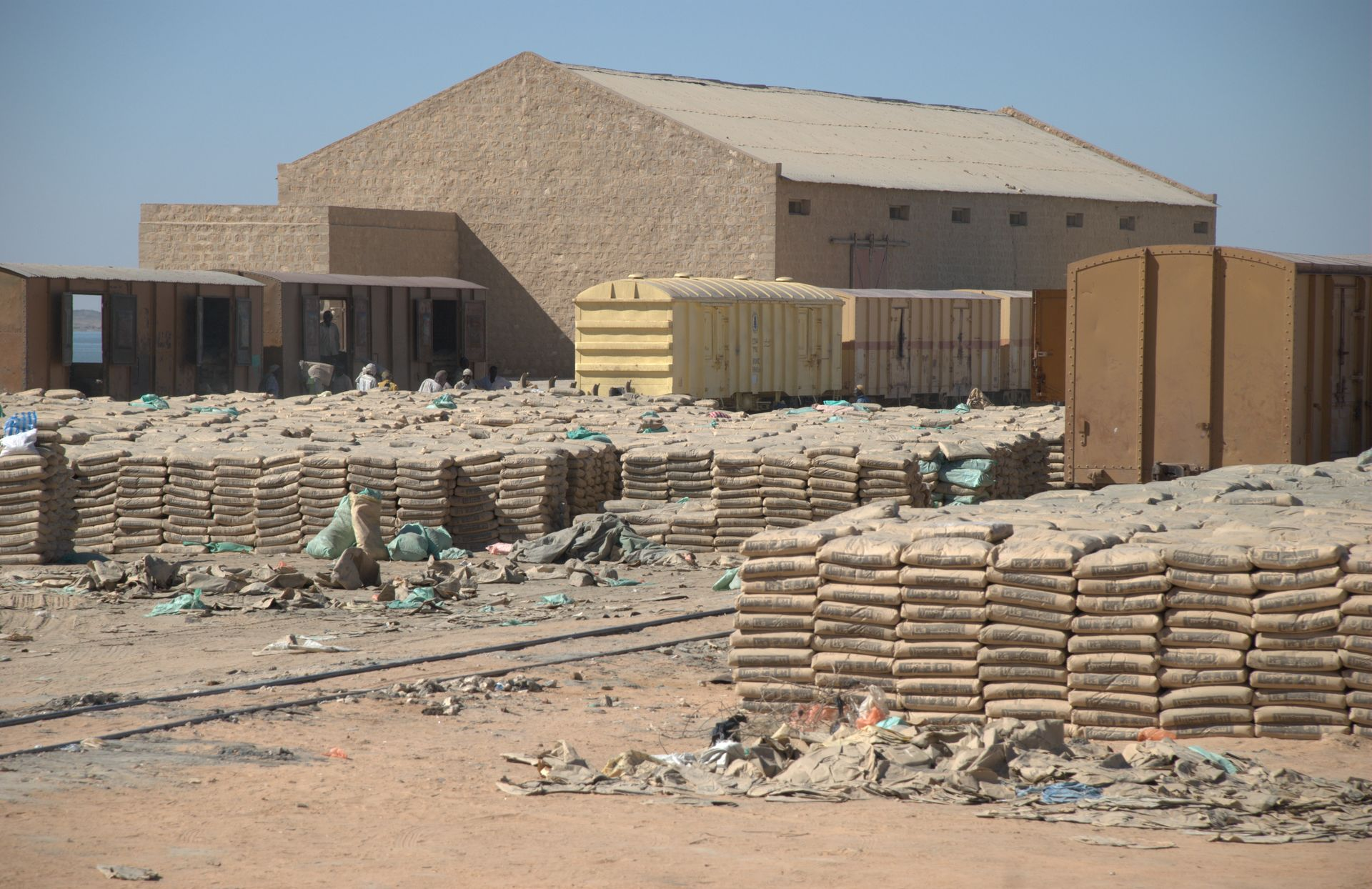
Scalo merci e raccordo cementificio della stazione di Halfa

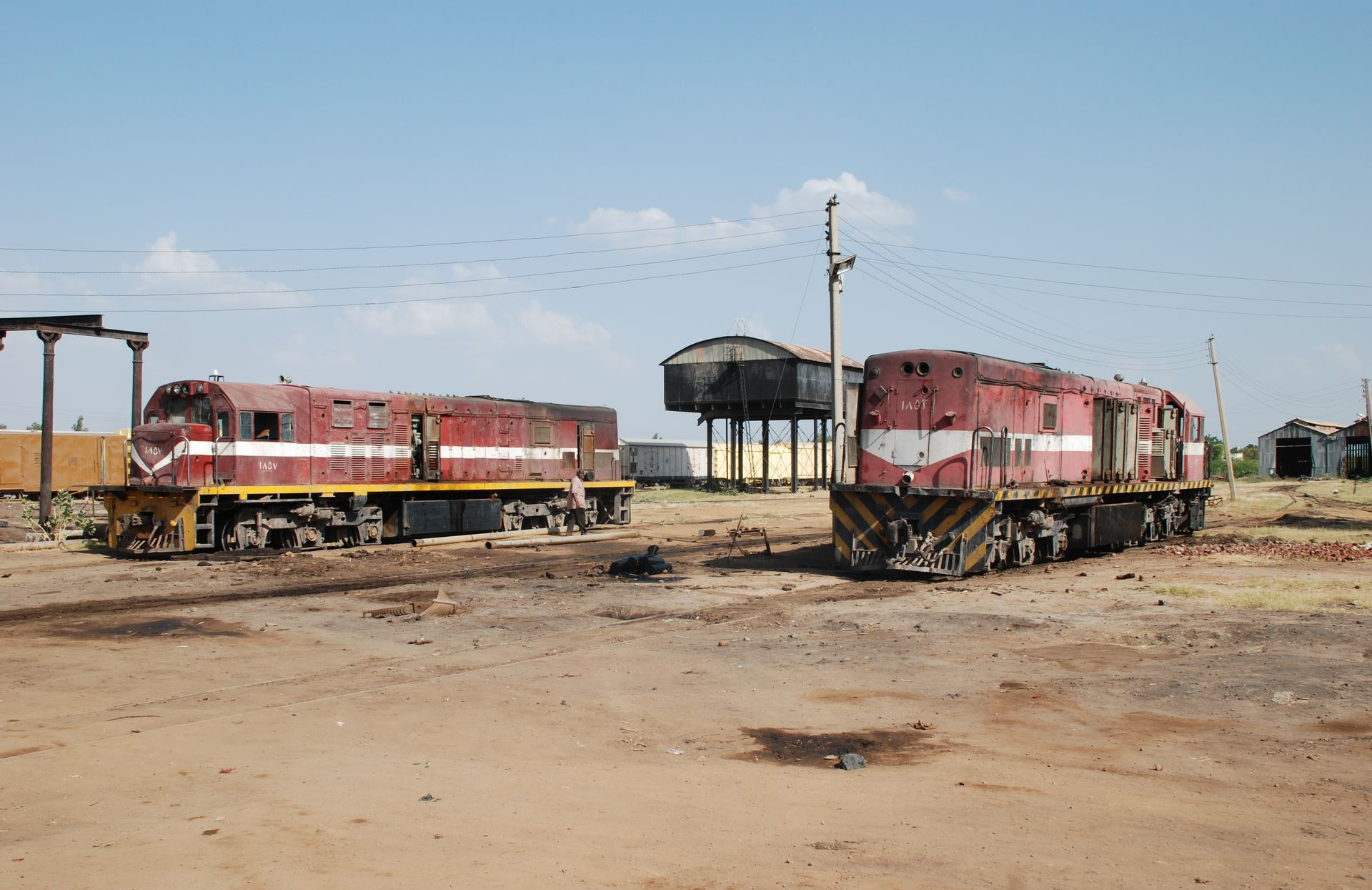
Locomotive diesel in deposito locomotive a Kosti

I primi progetti di costruzione di una ferrovia nel Sudan risalgono alla seconda metà del XIX secolo.
Nella primavera del 1875 ebbe inizio la costruzione di una linea tra Wadi Halfa e Umbacall che raggiunse l'estensione di 266 km. I lavori tuttavia si arrestarono per alcune difficoltà costruttive che richiesero l'acquisto di attrezzature dall'estero; la linea raggiunse Saras nel 1877 e quivi si arrestò in seguito a grosse difficoltà finanziarie.
Nel 1884 i lavori vennero ripresi per necessità di tipo strategico e la linea fu prolungata di 141 km fino a Ukasha che venne raggiunta nell'estate del 1885. In seguito alla sconfitta e all'uccisione di Gordon a Khartum da parte del Mahdi i lavori si fermarono nuovamente fino al 1896. L'anno dopo la linea aveva raggiunto Karima. Ancora una volta furono le autorità militari a promuovere la costruzione, a fini strategici, di un'altra tratta tra Halfa e Khartum; iniziata nel 1897 raggiunse Abu Hamad in novembre e, nell'estate del 1898, Atbara. L'ultima tratta richiese la costruzione di un viadotto sul fiume Atbara che fu terminato ed inaugurato nel luglio 1899; in seguito a ciò, il 31 dicembre del 1899, l'intera linea entrò in servizio.
Tra 1904 e 1905 venne costruita un'altra linea a carattere commerciale tra Suakin e Atbara via Saloom; da quest'ultima stazione, all'inizio del 1906, venne raggiunto il porto sul Mar Rosso di Porto Sudan (Sheikh Bargooth).
Nel 1905 la linea Halfa - Karma venne chiusa a causa della sua antieconomicità e al suo posto venne realizzato un collegamento dalla Stazione 10 a Karima completato nel 1906.
Nel 1909 iniziarono i lavori per estendere la ferrovia da Khartum verso sud; venne raggiunta Medani nello stesso anno e El Obeid nel 1911.
Nel 1929 venne aperta la Haiya-Sennar di 802 km.
Durante la seconda guerra mondiale furono costruite effimere ferrovie militari di cui in seguito rimase poco, ma tra 1956 e 1959 venne aperta una ferrovia di 986 km tra Aradeiba junction e Nyala mentre, tra 1959 e inizio 1962, entrò in funzione la Babanousa-Waw di 446 km. Nel 1958 furono attivati 227 km tra Sennar e Damazine e nel 1962 i 70 km tra Khashm El Girba e Nuova Halfa.
Alla fine degli anni sessanta del XX secolo la rete complessiva aveva raggiunto la lunghezza di 4757 km escludendo le due linee di costruzione strategica della seconda guerra mondiale tra Rabak e El Jebelein e tra Malawia e Tasanieh che vennero chiuse.
Molte linee, in seguito, sono rimaste interrotte o hanno subito danni in seguito alle guerre civili.
Tra 1995 e 1996 vennero costruite le linee Abu Jabira - Mujlad di 52 km e Obeid Stazione - Obeid Raffineria di 10 km ad uso della compagnia Sudanese Petroleum Exploration.
Dalla seconda metà degli anni 2000 è iniziato un rinnovo di alcune tratte della rete ferroviaria per lo più in cattive condizioni.

### La gestione
Le ferrovie, fino all'indipendenza, furono gestite da enti governativi e esercite con personale militare. Dal 1902 vennero ammessi operatori civili e dal 1906 la direzione generale fu spostata da Wadi Halfa ad Atbara. L'autonomia finanziaria venne raggiunta a partire dal 1954 e dal 1967 fu creata una public corporation con un direttore generale e un consiglio direttivo di 6 membri approvato dal Ministero dei trasporti e Comunicazioni.
Dal 1971 venne sciolto definitivamente tale organismo e le ferrovie poste direttamente sotto controllo del ministero.
Nel 1974 la struttura direttiva venne nuovamente cambiata reintroducendo un consiglio direttivo e un manager responsabile più 5 direzioni regionali. Nel 1981 con decreto presidenziale venne trasferita la sede generale a Khartum dando maggiori poteri ai direttori regionali ma nel 1985 la decisione venne revocata tornando alla struttura del 1973.
Fino agli anni sessanta le ferrovie ebbero il monopolio sia delle esportazioni sia delle importazioni, ma già negli anni settanta i bilanci della Sudan Railways erano in perdita. Le cause delle perdite in bilancio erano attribuibili a molteplici cause: alle guerre civili e all'inflazione del periodo, alla grande quantità di rotabili fermi per mancanza dei ricambi, alla lentezza del trasporto con locomotive a vapore e ai costi delle linee ferroviarie a scarso traffico e prive di trasporto merci, mantenute in quanto ritenute di interesse per lo sviluppo economico e sociale del paese. Un certo miglioramento avvenne, dopo il 1976, grazie all'entrata in servizio del materiale rotabile diesel, ma la gestione riprese a peggiorare dal decennio successivo.

### Trazione diesel
La trasformazione dell'esercizio ferroviario in Sudan, che era svolto con trazione a vapore, iniziò negli anni cinquanta mediante l'acquisizione di locomotive a trazione diesel. L'uso delle locomotive a vapore rimase però in uso fino agli anni novanta sulle linee ad armamento leggero. Un certo numero di locomotive diesel usate provenienti dal Sudafrica furono riutilizzate nella rete ferroviaria del Sudan.

### Il declino
Le cause del declino sono attribuite alla bassa operatività d'esercizio e alla scarsa produttività del personale ma non si può trascurare la lentezza del trasporto per ferrovia rispetto a quello su autocarri. Ma il più grande problema del sistema ferroviario è stata la lunga seconda guerra civile in Sudan con le sue interruzioni continue, l'utilizzo a scopi bellici dei treni e le distruzioni. Negli anni ottanta venne distrutto il ponte di Aweil interrompendo la connessione ferroviaria per la città di Waw.

### Progetti di rilancio e modernizzazione
Molti progetti, (per lo più ipotesi), sono stati annunciati prevedendo collegamenti con le reti confinanti. Una linea ferroviaria da costruire da Waw verso Juba, di 500 km circa, poi ancora verso est, via Torit verso il confine con il Kenya vicino a Kapoeta, per ulteriori
250 km. La linea, definita, Sudan-East Africa Railway, si collegherebbe alla linea principale Mombasa-Kampala via Lokichogio e Rongai. La costruzione della nuova rete ferroviaria nel sud del paese avrebbe dovuto iniziare a gennaio 2006.
Un problema non semplice, a causa delle enormi spese occorrenti, è tuttavia il differente scartamento visto che l'Uganda usa quello da 1000 m, diverso da quello sudanese che è di 1067 mm. Una soluzione ventilata sarebbe il passaggio a quello normale di 1435 mm che oltretutto è quello della confinante rete ferroviaria dell'Egitto verso nord..
Altre ipotesi progettuali, che interesserebbero il Sudan, sono state avanzate dalla Repubblica del Gibuti per un collegamento ferroviario diretto col Camerun e il golfo di Guinea, sulla costa atlantica, attraversando il Sudan e la Repubblica Centrafricana. Le nazioni senza sbocco sul mare come il Sudan Meridionale, l'Uganda, il Ruanda, il Ciad e il Burundi ne trarrebbero beneficio. Anche queste tuttavia rimangono mere ipotesi visto il dissesto economico e l'instabilità politica dell'area africana che mina alla base qualunque iniziativa di investimenti produttivi.

## Linee ferroviarie
La rete ferroviaria è tutta a semplice binario; la sua massima estensione raggiunse i 5995 km. Con la guerra di secessione nel Sudan meridionale una parte della rete nel sud-ovest del paese è impraticabile.
- Wadi Halfa – Atbara – Khartum
- Atbara – Porto Sudan
- Abu Hamad (dirama tra Wadi Halfa e Atbara) – Karima
- Khartum – Sennar - El Obeid
- Sennar – Gedaref – Cassala – Taqatu Haiya (dirama tra Atbara e Porto Sudan)
- Sennar – Al Damazin
- Sennar – Babanusa – Nyala
- Babanusa – Waw. Il traffico passeggeri è interrotto dal 1991. Il servizio ferroviario negli anni successivi è stato solo per trasporti militari. La linea ferroviaria è stata distrutta in seguito alla guerra civile.
- El Obeid – Raffinerie di Sharif
- El Obeid – Raffinerie di Abu Jabira

## La linea di Al Gezira
La linea a scartamento ridotto di Al Gezira, una delle più lunghe in Africa, è una evoluzione dei binari decauville posati originariamente
per la costruzione della struttura idrica (The Gezira Scheme) di irrigazione necessaria alla coltivazione del cotone.
La ferrovia Decauville aveva uno sviluppo di 135 km di binari a scartamento ridotto da 610 mm. In concomitanza con l'ampliamento delle piantagioni di cotone andava avanti anche la rete ferroviaria ampliata fino a raggiungere, alla metà degli anni sessanta un complesso sistema ferroviario lungo in totale 716 km. Lo scopo primario della ferrovia era il trasporto del cotone nelle fabbriche di lavorazione e di fertilizzanti, combustibile, cibo e altre provviste per i villaggi della zona; la ferrovia era generalmente inutilizzabile durante la stagione delle piogge.

## Collegamenti ferroviari verso gli altri stati
La rete ferroviaria del Sudan è isolata dalle reti degli stati confinanti per differenti motivazioni. Il progettato collegamento alla rete eritrea tra Cassala e Tessenei attraverso il confine è stato realizzato, ma solo provvisoriamente, dagli inglesi durante il secondo conflitto mondiale utilizzando i binari smontati dalla tratta terminale della Ferrovia Asmara-Biscia. Smantellato successivamente non è stato più realizzato per motivazioni economiche; verrebbe infatti vanificato dal fatto che la rete sudanese è a 1.067 mm di scartamento mentre quella eritrea a 950 mm.
Il collegamento con la rete ferroviaria dell'Egitto soffre dello stesso problema dato che le ferrovie egiziane hanno lo scartamento normale di 1.435 mm.
Le estensioni verso Ciad, Uganda, Kenya ed Etiopia rimangono al momento solo ipotesi progettuali.

## Curiosità
- Sulla rete ferroviaria del Sudan non esiste nessuna piattaforma girevole ferroviaria e tutte le stazioni di testa sono state munite di triangolo di regresso.
- Nel mezzo del deserto, a circa 18 km dalla stazione di Atbara, sulla linea per Haiya e Porto Sudan si trova un fascio di binari tronchi adibito a locomotive e convogli in disuso.